# Dawid Słowakiewicz
Dawid Słowakiewicz (ur. 4 stycznia 1984 w Nowym Targu, zm. 25 sierpnia 2021) – polski hokeista.

## Kariera
- Podhale Nowy Targ (2001–2005)
- TKH Toruń (2006–2006)
- Podhale Nowy Targ (2006–2007)
- Rönnängs IK (2007–2009)
- Naprzód Janów (2009–2010)
- Ciarko KH Sanok (2010–2011)
- Rönnängs IK (2011–2012)

Wychowanek Podhala Nowy Targ. Od listopada 2011 po raz drugi w karierze zawodnik szwedzkiego klubu Rönnängs IK.
W barwach reprezentacji Polski do lat 18 uczestniczył w turniejach mistrzostw świata do lat 18 edycji 2002 (Dywizja II), w barwch reprezentacji Polski do lat 20 uczestniczył w turniejach mistrzostw świata do lat 20 edycji 2003 (Dywizja I), 2004 (Dywizja IIA).
Zmarł 25 sierpnia 2021. Został pochowany na starym cmentarzu w Nowym Targu.

## Sukcesy
Reprezentacyjne
- Awans do mistrzostw świata do lat 18 Dywizji I: 2002
- Awans do mistrzostw świata do lat 20 Dywizji I Grupy A: 2004

Klubowe
- Srebrny medal mistrzostw Polski: 2004 z Podhalem Nowy Targ
- Złoty medal mistrzostw Polski: 2007 z Podhalem Nowy Targ
- Puchar Polski: 2003, 2004 z Podhalem Nowy Targ, 2010 z Ciarko KH Sanok
- Mistrzostwo Interligi: 2004 z Podhalem Nowy Targ

Indywidualne
- Mistrzostwa świata do lat 18 w hokeju na lodzie mężczyzn 2002#/II Dywizja:
  - Piąte miejsce w klasyfikacji strzelców turnieju: 6 goli[4]
  - Trzecie miejsce w klasyfikacji asystentów turnieju: 6 asyst[5]
  - Piąte miejsce w klasyfikacji kanadyjskiej turnieju: 12 punktów[6]